# 와룡선생 상경기 (영화)
《"와룡선생 상경기"》는 1962년에 개봉한 대한민국의 영화이다.

## 캐스팅
- 김희갑 - 와룡 윤중로 선생(초교 교사 및 교장 정퇴자) 역
- 허장강 - 옛 제자 이 군 역
- 엄앵란 - 옛 제자 김 군의 부인 역
- 이대엽 - 옛 제자 김 군 역
- 이창식
- 조항 - 조의향(의류 유통업 대표) 역
- 김수천
- 박철민
- 장훈
- 장민호
- 김맹환
- 낙옥전
- 양훈 - 정씨(이발사) 역
- 이경희
- 한미나
- 황해
- 남춘역
- 주선태
- 전영주
- 김기범
- 김양
- 이기홍
- 최준
- 지계순
- 조덕성
- 임동훈
- 임해림
- 박미영
- 남미양
- 윤옥군
- 이예성
- 윤인자
- 송일근